# Ростовщик (фильм)
«Ростовщик» (англ. The Pawnbroker) — американская психологическая драма режиссёра Сидни Люмета по одноимённому роману Эдварда Льюиса Уолланта (1961). Премьера фильма состоялась 2 июля 1964 года в рамках Берлинского кинофестиваля. Этот фильм стал для 27 летнего Моргана Фримена первым появлением в кино.
Заглавную роль исполняет Род Стайгер, удостоенный за неё многочисленных наград, в том числе «Серебряного медведя» Берлинале, премии Британской киноакадемии и номинаций на премии «Оскар» и «Золотой глобус». В 2008 году «Ростовщик» был включён в Национальный реестр фильмов США, обладая «культурным, историческим или эстетическим» значением.

## Сюжет
После прихода Гитлера к власти немецкий еврей Сол Назерман, профессор университета, вместе со всей семьёй попадает в концлагерь. У него на глазах умирают оба ребёнка, а жену насилуют нацистские офицеры.
Проходят годы и Назерман открывает ростовщическую лавку в Восточном Гарлеме. Однако прошлое сделало Сола подозрительным и недоверчивым к окружающим его людям.
Назерману помогает пуэрториканец Хесус Ортис, который боготворит своего начальника, но после общения с социальным работником Мэрилин Бёрчфилд он резко меняет своё отношение к ростовщику.
Однажды Назерман узнаёт, что рэкетир Родригес использует его лавку как прикрытие. Настоящим источником дохода Родригесу служит проституция. Помня об унижении жены, Сол не желает принимать в этом никакого участия. Это приводит к стычке с Родригесом. В перестрелке Ортис получает пулю, предназначавшуюся Назерману, и умирает на руках у ростовщика.

## В ролях
- Род Стайгер — Сол Нейзерман
- Хайме Санчес — Хесус Ортис
- Брок Питерс — Родригес
- Джеральдина Фицджеральд — Мэрилин Бёрчфилд
- Тельма Оливер — подружка Ортиса
- Маркета Кимбрелл — Тесси
- Барух Люмет — Мендель
- Хуано Эрнандес — мистер Смит
- Линда Гейзер — Рут
- Нэнси Р. Поллок — Берта
- Раймон Сен-Жак — Танджи
- Джон МакКарри — Бак
- Эд Морхауз — Oratory Award
- Юсебия Косм — миссис Ортис
- Уоррен Финнерти — Саварис
- Чарльз Диркоп — Робинсон

## Съёмочная группа
- Режиссёр-постановщик: Сидни Люмет
- Сценаристы: Мортон С. Файн, Дэвид Фридкин
- Продюсеры: Филип Лэнглер, Роджер Льюис
- Композитор: Квинси Джонс
- Оператор-постановщик: Борис Кауфман
- Монтажёр: Ральф Розенблум
- Художник-постановщик: Ричард Силберт
- Художник по костюмам: Анна Хилл Джонстоун
- Гримёр: Билл Херман
- Звукорежиссёры: Джек Фицстивенс, Алан Хейм, Деннис Мейтланд, Джеймс Пердю

## Награды и номинации
- 1964 — 14-й Берлинский международный кинофестиваль:[2]
  - премия ФИПРЕССИ — Сидни Люмет
  - Серебряный медведь за лучшую мужскую роль — Род Стайгер
  - номинация на Золотого медведя — Сидни Люмет
- 1965 — Премия Сообщества кинокритиков Нью-Йорка:[3]
  - номинация на лучший фильм
  - номинация на лучшего актёра — Род Стайгер
- 1966 — Номинация на премию «Оскар» за лучшую мужскую роль — Род Стайгер[4]
- 1966 — Номинация на премию «Золотой глобус» за лучшую мужскую роль — Род Стайгер[5]
- 1966 — Премия «Бодиль» за лучший не-европейский фильм — Сидни Люмет[6]
- 1966 — Премия Гильдии сценаристов США за лучший сценарий американской драмы — Мортон С. Файн и Дэвид Фридкин[7]
- 1966 — Номинация на премию Гильдии режиссёров Америки за лучший режиссёрский вклад в кинематограф — Сидни Люмет[8]
- 1966 — Laurel Awards:[9]
  - 3-е место за исполнение мужской драматической роли — Род Стайгер
  - номинация на премию Golden Laurel за лучшую драму
- 1967 — Премия BAFTA:
  - лучший иностранный актёр — Род Стайгер[10]
  - номинация на премию ООН — Сидни Люмет[11]
- 2008 — Внесение в Национальный реестр фильмов Национального совета США по сохранности фильмов[12].

### Рецензии
- Le prêteur sur gages - la critique du film (фр.). avoir-alire.com. Дата обращения: 25 июля 2025. Обзор и рецензия на фильм
- Review by Bosley Crowther (англ.). nytimes.com. Дата обращения: 25 июля 2025.
- Review by Jeffrey M. Anderson (англ.). combustiblecelluloid.com. Дата обращения: 25 июля 2025.
- The Pawnbroker — Classic Movie Review 3470 (англ.). derekwinnert.com. Дата обращения: 25 июля 2025.
- Le Prêteur sur gages de Sidney Lumet (1964) - Analyse et critique du film (фр.). dvdclassik.com. Дата обращения: 25 июля 2025.
- Dennis Schwartz. An unpleasant, solemn and overwrought melodrama about an embittered Jewish Holocaust survivor still haunted by his stay in Auschwitz (англ.). web.archive.org. Дата обращения: 20 февраля 2018.
- Review by Variety Staff (англ.). variety.com. Дата обращения: 25 июля 2025.